# Super Mario Bros. (Game & Watch)
Ne doit pas être confondu avec Super Mario Bros..
Super Mario Bros. est un jeu électronique à cristaux liquides Game & Watch sorti le 25 juin 1986 dans sa version Crystal Screen et le 7 mars 1988 dans sa version New Wide Screen.

## Description du jeu
Mario doit sauver la princesse Toadstool, qui a été capturée par Bowser, le roi Koopa. Il doit pour cela arpenter 8 niveaux bien distincts. Certains défilent de droite à gauche, d'autres sont des écrans statiques, mais sont alors chronométrés.
Le joueur possède 3 vies au début du jeu. Il peut en gagner de différentes manières, sans toutefois pouvoir dépasser le nombre de 4 : 
- Attraper un champignon magique
- Atteindre une tranche de 1000 points

De même, il existe différentes manières de perdre une vie :
- Toucher un marteau lancé par Lakitu du haut de son nuage
- Toucher Bill le boulet
- Toucher une flamme
- Être écrasé sur le bord gauche de l'écran dans les niveaux qui défilent
- Tomber dans le vide, par exemple lors d'un saut manqué
- Dépasser le temps imparti dans les niveaux chronométrés

Lorsque le joueur n'a plus de vie, la partie est finie.
Le joueur commence au niveau 1 de la boucle 1 (Le niveau est alors nommé L1-1), et continue ainsi jusqu'au niveau L1-8. À la fin de ce niveau, le joueur continue au niveau L2-1. Ce niveau est une copie du niveau L1-1, mais Bill le boulet et Lakitu font désormais des apparitions.
Le joueur peut gagner des points en réalisant les actions suivantes :
- Parcourir de la distance
- Finir un niveau
- Attraper un homme étoile
- Attraper un champignon magique
- Finir un niveau bonus, autrement dit le niveau 3 ou 6. Le nombre de points alloués est proportionnel à la boucle actuelle.

Si le joueur attrape un homme étoile, il devient invincible (contre Bill le boulet et Lakitu) durant 10 secondes

### Niveau 1: Canyon
Ce niveau n'est composé que de plaques horizontales sur plusieurs hauteurs. Il faut parcourir la distance restante pour voir l'hologramme de la princesse, synonyme de fin du niveau.

### Niveau 2: Gym
Ce niveau possède peu de trous, mais les plaques forment des croix. De même, il faut parcourir la distance requise.

### Niveau 3: Chambre de Feu
Ce niveau est le premier chronométré. Il n'est composé que d'un écran mais deux barres tourbillonnantes enflammées sont sur le chemin.

### Niveau 4: Canaux
Ce niveau est différent des autres dans la mesure où il n'y a que des barres verticales. Mario se trouve dans l'eau, et il peut aller librement dans les 4 directions. Le bouton de saut n'a pas d'effet. À la toute fin de ce niveau, Mario retourne sur la 'terre ferme' quelques instants.

### Niveau 5: Saut
La particularité de ce niveau est que le joueur ne possède à aucun moment des plaques directement au-dessus de sa tête. Il ne peut donc pas se couvrir de Lakitu.

### Niveau 6: Poutres
Ce niveau est le second chronométré. Il faut sauter sur des plaques horizontales mouvantes afin de rejoindre la princesse.

### Niveau 7: Labyrinthe
Ce niveau est comme son nom l'indique une sorte de labyrinthe, puisqu'il nécessite parfois de revenir sur ses pas pour progresser.

### Niveau 8: Route de Feu
Ce niveau, le dernier de chaque boucle est semi statique, semi défilant : l'écran est statique tant que le joueur n'a pas atteint le bord droit. Quand le joueur atteint le bord droit, un écran complet défile. À chaque écran, le joueur doit éviter deux barres enflammées. Ce niveau n'est pas chronométré ; le joueur doit parcourir une certaine distance.